# Mad Professor
Mad Professor (Georgetown,  27 de marzo de 1955), cuyo nombre original es Neil Fraser, es un músico de reggae que fue discípulo de Lee Perry. Fue uno de los pioneros que más influyó sobre el Dub en la segunda generación del reggae.

## Biografía

### Sus comienzos
Nacido como Neil Fraser, en Georgetown (Guyana), este DJ, productor, percusionista y cantante tomó su nombre artístico de muy joven, gracias a su gran interés por la electrónica. A los trece años su familia emigró a Londres y a los veinte empezó a coleccionar equipo de grabación: samplers, mezcladores, todo tipo de aparatos de eco y reverberación, así como una gran cantidad de cintas de audio. Construyó su propia mesa de mezclas y abrió un estudio de cuatro pistas en su comedor al sur de Londres, en la zona de Thornton Heath al que llamó Ariwa, palabra yoruba para comunicación.
Después de varios proyectos como Nigerian word for sound or communication, comenzó a grabar a grupos y solistas para su propio sello: Deborahe Glasgow, Aquizim, Sergeant Pepper, Tony Benjamin, Davina Stone y muchos más. Debido a los problemas con sus vecinos se vio obligado a mudarse a otra zona, Peckham, al sur de Londres.

### Trayectoria como músico
En 1982 grabó su primer disco, Dub me crazy del que rápidamente salió un segundo volumen. Lo siguiente dejó huella en el estilo musical del Dub: dos volúmenes más, The African Connection (reconocido como uno de los mejores de su carrera) y el también popular Escape to the Asylum of Dub.
Ariwa Studios volvió a mudarse, esta vez a West Norwood, a mediados de los ochenta y fue mejorado a veinticuatro pistas de capacidad y construyó el estudio más grande de propietario negro en el Reino Unido. Para ese entonces, Mad Professor ya había impactado a la escena reggae británica.
Produjo la gran mayoría de hits reggae de la época gracias a colaboraciones con Pato Banton y Sandra Cross y en 1986 Sign of the Times, con Macka B. Al mismo tiempo el Ragga estaba empezando a aparecer y todas las producciones digitales empezaron a formar parte del reggae. Así, como el sonido ragga iba creciendo cada vez más, Mad Professor y sus colaboradores se volvían más extraños y psicodélicos en su música.
Mientras, los detractores de Mad Professor decían que su sonido era estéril comparado con los inicios del dub, otros muchos elogiaban sus efectos de "otro mundo" y su gran creatividad en los arreglos.[cita requerida]
Con los discos Dub Me Crazy alcanzó la cima de la música experimental en la segunda mitad de los ochenta y a principios de los noventa llegó su explosión creativa, el duodécimo disco de la saga y volumen final de la serie Dub Maniacs on the Rampage, lanzado en 1993.
Cuando Ariwa era ya un sello respetado, conoció a uno de los personajes más cruciales de su vida, Lee Perry. Hicieron equipo y en 1989 crearon Mystic Warrior. En 1991 produjo el primero de muchos álbumes a DJ U-Roy, entre otros el aclamado True Born African. También trabajó con Bob Andy y Yabby You.
Con ese número de grandes colaboraciones Mad Professor empezó a ser conocido por otros artistas fuera de la comunidad reggae y pronto comenzó a ser llamado para mezclar rock, R&B y música electrónica. Durante los noventa y el nuevo milenio ha remezclado temas para Sade, the Orb, the KLF, the Beastie Boys, Jamiroquai, Rancid y Depeche Mode, entre otros. Además, en 1995 remezcló por completo el álbum Protection de Massive Attack, titulándolo No Protection.